# Bathysmatophorus
Bathysmatophorus  (лат.) — род цикадок из отряда Полужесткокрылых.

## Описание
Цикадки длиной около 7—9 мм. Крупные, с широкой головой. Самки короткокрылые, самцы полнокрылые, более мелкие. Для СССР указывалось 6—7 видов. 
- Bathysmatophorus kurilensis Anufr. — Южные Курильские острова
- Bathysmatophorus ledi Anufr. — Приморский край
- Bathysmatophorus reuteri Sahlberg, 1871 — Европа[2][3]